# جيم إيفرت
جيم إيفرت (بالإنجليزية: Jim Everett) هو لاعب كرة قدم أمريكية أمريكي، ولد في 3 يناير 1963 في إمبوريا في الولايات المتحدة.

## وصلات خارجية
- جيم إيفرت على موقع إي إس بي إن.كوم (أن.أف.أل)3
- جيم إيفرت على موقع مرجع كرة القدم المحترفة.كوم (الإنجليزية)
- جيم إيفرت على موقع قاعة نيو مكسيكو للمشاهير الرياضية (الإنجليزية)